# 국립사진박물관 (덴마크)
국립사진박물관(덴마크어: Nationale Fotomuseum)은 덴마크 코펜하겐에 위치한 박물관이다. 덴마크 왕립도서관의 신관인 블랙 다이아몬드 내에 위치한다.